# Hospital del Rey (Burgos)
El Hospital del Rey era un establecimiento asistencial de peregrinos y transeúntes situado junto al Camino de Santiago a su paso por la ciudad de Burgos; forma parte del Patrimonio Nacional, junto con El Parral.
En la actualidad, reside en el edificio la Facultad de Derecho de la Universidad de Burgos y el Rectorado de la misma.

## Historia
Fue fundado en 1195 por el rey Alfonso VIII de Castilla como centro para la acogida de peregrinos, dependiente del monasterio de las Huelgas. Junto a su entrada, la Puerta de Romeros, se encuentra la ermita de San Amaro y el cementerio donde se enterraba a los peregrinos que morían. En 1234, el Hospital de Valdefuentes y sus dominios se incorporaron al Hospital del Rey.

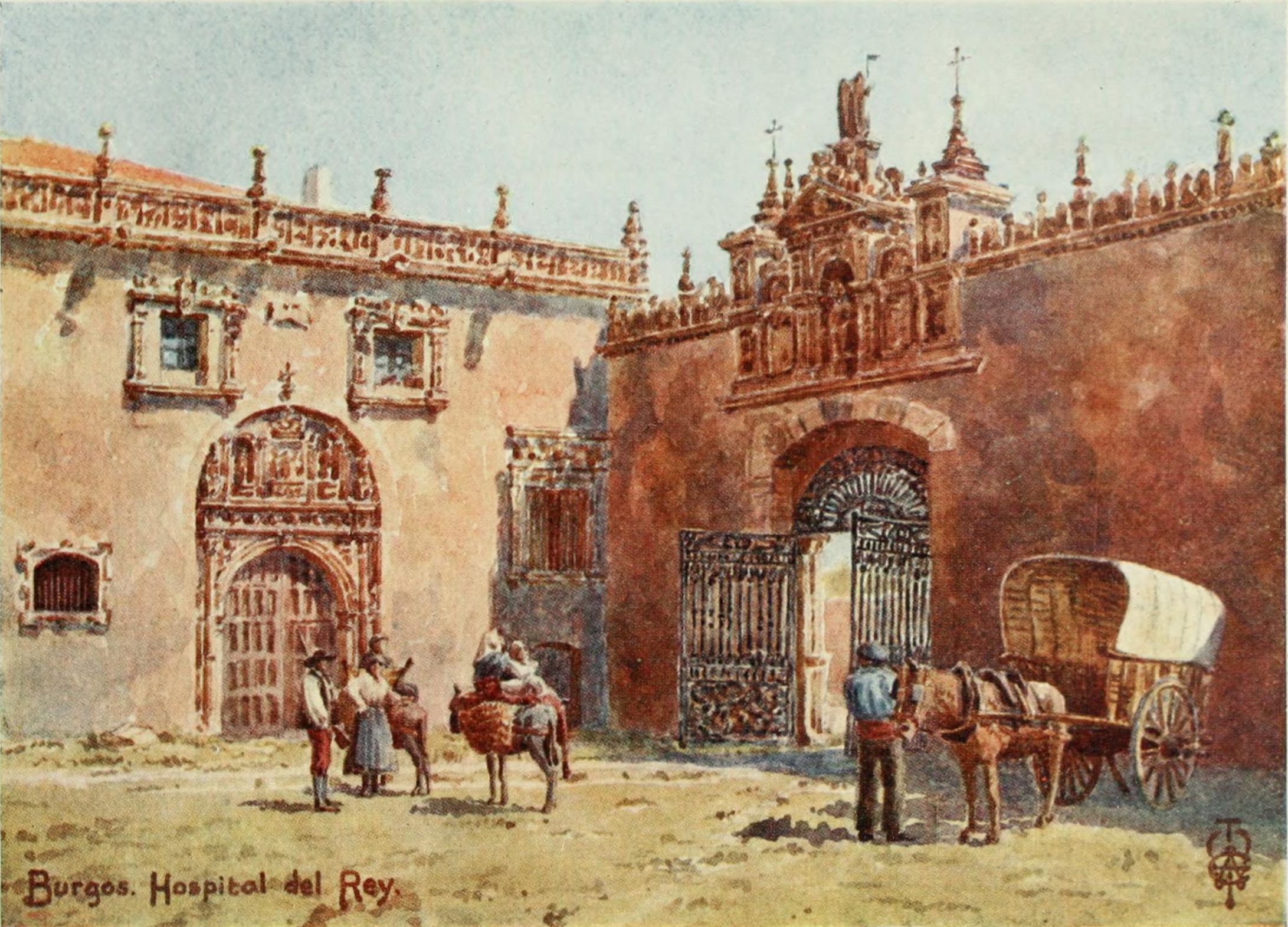
Hospital del Rey en una ilustración de comienzos del

Tras las leyes de desamortización del siglo xix pasó de depender del monasterio de las Huelgas a la Junta de Beneficencia Municipal de Burgos, siendo absorbido por la corona en 1874.
Durante la guerra civil fue utilizado por el bando sublevado como hospital para las tropas marroquíes musulmanas, lo que implicó algunas transformaciones, entre ellas la construcción de una mezquita en el patio del hospital que a finales de la década de 1940 estaba en ruinas y de la que no se conservaban restos, cuando el edificio fue recuperado en los años 1980 para uso universitario.

## Arquitectura
La enfermería, de la que no quedan restos en la actualidad, fue construida durante el siglo XIII como un edificio de estilo gótico de planta basilical con tres naves, con presencia en el testero de la nave mayor de elementos mudéjares (artesonados y yeserías). Sus ruinas, conocidas como "Arcos de la Magdalena", fueron derribadas en 1910, desapareciendo así este singular conjunto arquitectónico de uso civil de la ciudad de Burgos.

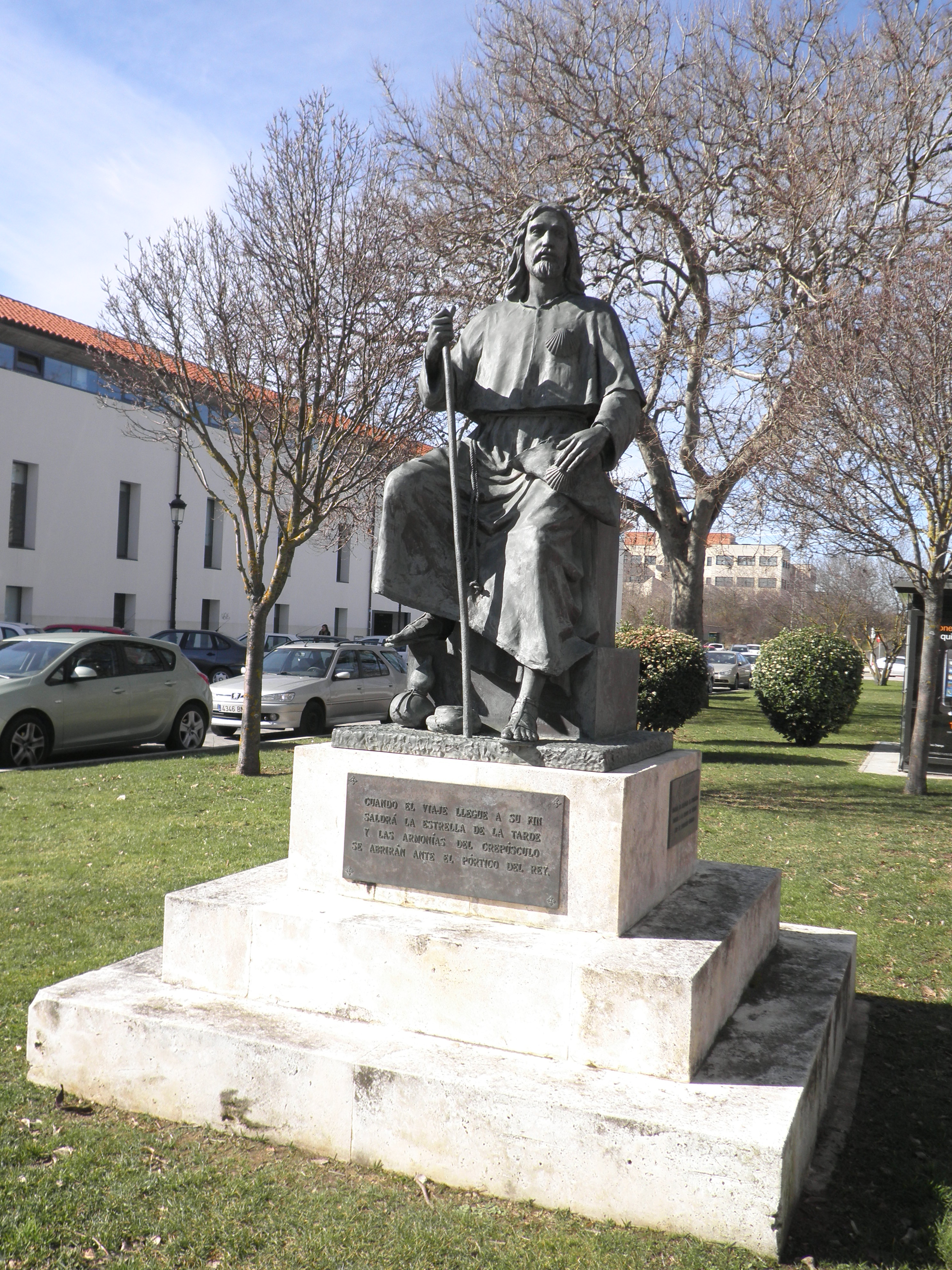
Estatua situada a las puertas del Hospital del Rey, recordando su pasado de centro asistencial para los peregrinos del Camino de Santiago

## Coto Redondo
Coto Redondo, que formaba parte del Partido de Burgos, uno de los catorce que formaban la Intendencia de Burgos, en su categoría de pueblos solos, durante el periodo comprendido entre 1785 y 1833, en el Censo de Floridablanca de 1787, jurisdicción de abadengo. Contaba entonces con 253 habitantes.
Jurisdicción de abadengo, siendo su titular el Hospital del Rey, sobre los lugares de Arroyal, Cardeñadijo, Marmellar de Arriba, San Mamés, San Medel, Villacienzo y Villarmero en el Alfoz de Burgos, todos con alcalde pedáneo.

## Universidad de Burgos
Los restos han sido restaurados y cedidos para acoger las dependencias de la Universidad de Burgos. Allí se encuentran el rectorado, la Facultad de Derecho y la biblioteca antigua. En el bello entorno ajardinado hay un Tablero de Ajedrez, donde se organizan en verano actividades musicales coincidentes con los Cursos de Verano de la universidad.